# Église de l'Assomption de Ribes
L'église de l'Assomption est une église située en France sur la commune de Ribes, dans le département de l'Ardèche en région Auvergne-Rhône-Alpes.
Elle fait l'objet d'une inscription au titre des monuments historiques depuis le 29 novembre 1974.

## Localisation
L'église est située sur la commune de Ribes, dans le département français de l'Ardèche.

## Protection
L'édifice est inscrit au titre des monuments historiques en 1974.